# Aleksandr Kharitonov
Pour les articles homonymes, voir Kharitonov.
Aleksandr Ievguenievitch Kharitonov - en russe : Александр Евгеньевич Харитонов et en anglais Alexander Kharitonov - (né le 30 mars 1976 à Moscou en URSS) est un joueur professionnel russe de hockey sur glace.

## Biographie

### Carrière en club
En 1994, il passe professionnel avec le HK Dinamo Moscou en Superliga. L'équipe est titrée en 1995 et 2000. Puis, il est choisi au cours du repêchage d'entrée dans la Ligue nationale de hockey par le Lightning de Tampa Bay en 3e ronde, en 81e position. La saison suivante, il part en Amérique du Nord et débute dans la Ligue nationale de hockey. Le 21 juin 2002, il est échangé avec Adrian Aucoin aux Islanders de New York en retour de Mathieu Biron et d'un choix de seconde ronde au repêchage 2002. Il revient rapidement au pays en signant à l'Avangard Omsk. En 2003, il retourne au Dynamo avec qui il remporte le titre national en 2005 et la Coupe d'Europe des clubs champions 2006. En 2008, il intègre l'effectif du Torpedo Nijni Novgorod qui participe à la Ligue continentale de hockey.

### Carrière internationale
Il a représenté la Russie en sélection depuis les Championnats du monde 2000. L'équipe est médaillée de bronze en 2005 et 2007. Il a participé aux Jeux olympiques d'hiver 2006.

## Trophées et honneurs personnels
Superliga
- 2000 : nommé dans l'équipe d'étoiles.
- 2006 : participe au Match des étoiles avec l'équipe ouest.
- 2007 : participe au Match des étoiles avec l'équipe ouest.

## Statistiques

### En club
| Saison    | Équipe                     | Ligue     |    | Saison régulière | Saison régulière | Saison régulière | Saison régulière | Saison régulière |    | Séries éliminatoires | Séries éliminatoires | Séries éliminatoires | Séries éliminatoires | Séries éliminatoires |
| Saison    | Équipe                     | Ligue     | PJ | B                | A                | Pts              | Pun              | PJ               | B  | A                    | Pts                  | Pun                  |                      |                      |
| 1996-1997 | HK Dinamo Moscou           | Superliga | 36 | 11               | 9                | 20               | 12               |                  |    |                      |                      |                      |                      |                      |
| 1997-1998 | Dinamo Moscou              | Superliga | 44 | 19               | 16               | 35               | 20               |                  |    |                      |                      |                      |                      |                      |
| 1998-1999 | Dinamo Moscou              | Superliga | 42 | 8                | 6                | 14               | 24               | 16               | 4  | 3                    | 7                    | 2                    |                      |                      |
| 1999-2000 | Dinamo Moscou              | Superliga | 35 | 13               | 22               | 35               | 26               |                  |    |                      |                      |                      |                      |                      |
| 2000-2001 | Lightning de Tampa Bay     | LNH       | 66 | 7                | 15               | 22               | 8                | --               | -- | --                   | --                   | --                   |                      |                      |
| 2001-2002 | Islanders de New York      | LNH       | 5  | 0                | 0                | 0                | 4                | --               | -- | --                   | --                   | --                   |                      |                      |
| 2001-2002 | Avangard Omsk              | Superliga | 28 | 2                | 6                | 8                | 16               |                  |    |                      |                      |                      |                      |                      |
| 2001-2002 | Sound Tigers de Bridgeport | LAH       | 2  | 1                | 0                | 1                | 0                | --               | -- | --                   | --                   | --                   |                      |                      |
| 2002-2003 | Avangard Omsk              | Superliga | 43 | 8                | 10               | 18               | 34               | 9                | 2  | 0                    | 2                    | 4                    |                      |                      |
| 2003-2004 | Dinamo Moscou              | Superliga | 51 | 7                | 13               | 20               | 24               | 3                | 0  | 0                    | 0                    | 2                    |                      |                      |
| 2004-2005 | Dinamo Moscou              | Superliga | 49 | 15               | 14               | 29               | 26               | 10               | 3  | 1                    | 4                    | 0                    |                      |                      |
| 2005-2006 | Dinamo Moscou              | Superliga | 41 | 10               | 19               | 29               | 30               | 4                | 1  | 0                    | 1                    | 2                    |                      |                      |
| 2006-2007 | Dinamo Moscou              | Superliga | 52 | 12               | 24               | 36               | 62               | 3                | 1  | 0                    | 1                    | 0                    |                      |                      |
| 2007-2008 | Dinamo Moscou              | Superliga | 54 | 11               | 15               | 26               | 48               | 9                | 0  | 2                    | 2                    | 2                    |                      |                      |
| 2008-2009 | Torpedo Nijni Novgorod     | KHL       | 55 | 7                | 21               | 28               | 26               | 3                | 0  | 0                    | 0                    | 0                    |                      |                      |
| 2009-2010 | Sibir Novossibirsk         | KHL       | 48 | 3                | 10               | 13               | 24               |                  |    |                      |                      |                      |                      |                      |
| 2010-2011 | Gazovik Tioumen            | VHL       | 41 | 8                | 8                | 16               | 40               | -                | -  | -                    | -                    | -                    |                      |                      |
| 2011-2012 | HK Sokil Kiev              | PHL       | 7  | 1                | 1                | 2                | 2                | 9                | 1  | 2                    | 3                    | 0                    |                      |                      |